# 川崎市立下沼部小学校
川崎市立下沼部小学校（かわさきしりつ しもぬまべしょうがっこう）は、神奈川県川崎市中原区下沼部にある市立小学校。

## 沿革
- 1954年（昭和29年）
  - 4月1日 - 川崎市立下沼部小学校として創立。
  - 7月5日 - 川崎市立玉川小学校より移転、1年生から4年生までの児童で開校。
  - 9月16日 - 校舎落成並びに開校式を挙行。
  - 12月16日 - 校歌が制定され発表会を開催、作詞者・藤浦洸、作曲者・山田耕筰 が来校。
- 1958年（昭和33年）2月20日 - 鉄筋校舎3階建て増築。
- 1967年（昭和42年）7月17日 - プール竣工。
- 1970年（昭和45年）2月25日 - 体育館落成式。
- 1974年（昭和49年）4月25日 - 川崎市最初の弱視学級を開設。
- 1982年（昭和57年）10月29日 - 鉄筋校舎3階建て新校舎竣工。
- 1987年（昭和62年）3月19日 - タイムカプセル、記念像の除幕記念式挙行。
- 1988年（昭和63年）3月5日 - 体育館改築落成式を挙行。
- 1990年（平成2年）10月4日 - 多目的ホール完成。
- 2003年（平成15年）4月1日 - わくわくプラザを開設
- 2004年（平成16年）11月20日 - 創立50周年記念式典挙行。
- 2005年（平成17年）8月23日 - タイムカプセル開封。
- 2009年（平成21年）6月1日 - 3棟が完成、3・4年生が入棟する。
- 2013年（平成25年）
  - 3月15日 - 増築校舎（東棟）完成[1]。
  - 8月13日 - 体育倉庫完成。
- 2015年（平成27年）
  - 7月31日 - 2棟改築・給食室改修工事開始。
  - 12月10日 - 給食室改修完成。
- 2017年（平成29年）
  - 3月22日 - 2棟改築工事完成。
  - 12月24日 - 職員室改修完成。

## 通学区域
- 下沼部
- 中丸子（1～300番、345～472番、798～804番、1155番、1181番以降・綱島街道の東側）[2]

## 進学先中学校
- 川崎市立玉川中学校[3]

## 交通アクセス
- 川崎市営バス「川74」系統で、下沼部バス停下車後、徒歩約75m・約1分。
  - 「下沼部」バス停に停車するのは、川崎駅ラゾーナ広場発小杉駅行のみ停車。逆方向のバスを利用する場合は、「向河原駅入口」バス停下車後、徒歩約120m・約2分。
- 東日本旅客鉄道（JR東日本）南武線向河原駅から、徒歩約290m・約5分。

## 学校周辺
- 学校法人坂倉学園サクラノ幼稚園 - 敷地が隣接かつ、進学前幼稚園のひとつ。
- 中原警察署向河原交番 - 敷地が隣接
- 多摩川